# Abdelhakim Djarbou
Abdelhakim Djarbou (en arabe : عبد الحكيم جربو) est un footballeur algérien né le 21 mars 1990 à Biskra. Il évolue au poste de milieu défensif à l'USM El Harrach, club de deuxième division.

## Biographie
Il évolue en première division algérienne avec les clubs de l'USM El Harrach, du WA Tlemcen et enfin du CA Batna. Il dispute 56 matchs en inscrivant quatre buts en Ligue 1.